# سسکان مالاگاسی
سسکان مالاگاسی (نام علمی: Bernieridae) نام یک تیره از راسته گنجشک‌سانان است.